# ストロマテイス
『ストロマテイス』(Stromateis、ギリシア語: Στρωματεῖς) は、アレクサンドリアのクレメンス（150年頃 - 215年頃）の、キリスト教生活について語った3部作の著作の第3作品目。クレメンスは、この著作が様々な種類の問題を扱っていることから、本作に「パッチワーク」という意味の名前を付けた。前2作よりも深く掘り下げ、完全な知識の伝授によってキリスト教生活を完成へと導くことを目的としている。

## 本の内容
本の最初はギリシア哲学について語っている。クレメンスは、ユダヤ教徒にとってのトーラーと同様に、哲学がギリシア人にとって基礎的な役割を果たしてきたと述べている。

## 日本語訳
- 秋山学訳『ストロマテイス（綴織）』全2冊、教文館〈キリスト教教父著作集〉、2018年